# Lista över insjöar i Sverige med namn som slutar på -järvet
järvet  ingår i namnet på följande insjöar i Sverige som har Wikipedia-artikel:
- Arkkupetäjänvuomanjärvet (Junosuando socken, Norrbotten, 751791-177906), sjö i Pajala kommun och Norrbotten 67°37′16″N 22°22′59″Ö / 67.62110°N 22.38302°Ö
- Arkkupetäjänvuomanjärvet (Junosuando socken, Norrbotten, 751833-177905), sjö i Pajala kommun och Norrbotten 67°37′28″N 22°23′00″Ö / 67.62451°N 22.38326°Ö
- Erkkijärvet (Junosuando socken, Norrbotten, 752439-178476), sjö i Pajala kommun och Norrbotten 67°40′34″N 22°31′45″Ö / 67.67609°N 22.52924°Ö
- Erkkijärvet (Junosuando socken, Norrbotten, 752490-178396), sjö i Pajala kommun och Norrbotten 67°40′41″N 22°31′12″Ö / 67.67818°N 22.52012°Ö
- Harjunpäänjärvet, sjö i Pajala kommun och Norrbotten 67°34′09″N 22°37′59″Ö / 67.56929°N 22.63300°Ö
- Haukijärvet (Junosuando socken, Norrbotten, 750343-178972), sjö i Pajala kommun och Norrbotten 67°28′58″N 22°35′33″Ö / 67.48269°N 22.59249°Ö
- Haukijärvet (Junosuando socken, Norrbotten, 750374-178986), sjö i Pajala kommun och Norrbotten 67°29′10″N 22°35′52″Ö / 67.48598°N 22.59790°Ö
- Haukijärvet (Pajala socken, Norrbotten, 745969-183094), sjö i Pajala kommun och Norrbotten 67°02′59″N 23°25′34″Ö / 67.04981°N 23.42610°Ö
- Haukijärvet (Pajala socken, Norrbotten, 745983-183175), sjö i Pajala kommun och Norrbotten 67°03′00″N 23°26′47″Ö / 67.04991°N 23.44648°Ö
- Haukijärvet (Pajala socken, Norrbotten, 749940-181760), sjö i Pajala kommun och Norrbotten 67°24′56″N 23°13′28″Ö / 67.41564°N 23.22456°Ö
- Haukijärvet (Pajala socken, Norrbotten, 754931-181266), sjö i Pajala kommun och Norrbotten 67°52′02″N 23°15′12″Ö / 67.86732°N 23.25326°Ö
- Haukijärvet (Pajala socken, Norrbotten, 756065-182202), sjö i Pajala kommun och Norrbotten 67°57′28″N 23°30′26″Ö / 67.95785°N 23.50727°Ö
- Heinajärvet, sjö i Pajala kommun och Norrbotten 68°01′28″N 23°07′11″Ö / 68.02451°N 23.11964°Ö
- Heinäjärvet, sjö i Pajala kommun och Norrbotten 68°01′24″N 23°06′39″Ö / 68.02346°N 23.11088°Ö
- Hoikkamaanjärvet, sjö i Pajala kommun och Norrbotten 67°29′50″N 22°51′26″Ö / 67.49709°N 22.85729°Ö
- Huhtajärvet, sjö i Pajala kommun och Norrbotten 67°30′03″N 22°41′18″Ö / 67.50097°N 22.68832°Ö
- Hukanmaanjärvet (Junosuando socken, Norrbotten, 751622-179069), sjö i Pajala kommun och Norrbotten 67°35′51″N 22°38′41″Ö / 67.59754°N 22.64474°Ö
- Hukanmaanjärvet (Junosuando socken, Norrbotten, 751669-179013), sjö i Pajala kommun och Norrbotten 67°36′01″N 22°38′10″Ö / 67.60034°N 22.63610°Ö
- Jaarajärvet (Junosuando socken, Norrbotten, 751005-178913), sjö i Pajala kommun och Norrbotten 67°32′38″N 22°35′25″Ö / 67.54379°N 22.59027°Ö
- Jaarajärvet (Junosuando socken, Norrbotten, 751011-178852), sjö i Pajala kommun och Norrbotten 67°32′43″N 22°34′44″Ö / 67.54526°N 22.57891°Ö
- Jylkkyjärvet, sjö i Pajala kommun och Norrbotten 67°20′28″N 22°22′26″Ö / 67.34104°N 22.37388°Ö
- Koirajärvet, sjö i Pajala kommun och Norrbotten 67°27′51″N 22°34′24″Ö / 67.46403°N 22.57329°Ö
- Kurkkiojärvet (Tärendö socken, Norrbotten, 748066-176938), sjö i Pajala kommun och Norrbotten 67°17′56″N 22°03′58″Ö / 67.29897°N 22.06600°Ö
- Kurkkiojärvet (Tärendö socken, Norrbotten, 748103-176933), sjö i Pajala kommun och Norrbotten 67°18′10″N 22°03′35″Ö / 67.30291°N 22.05981°Ö
- Lehtojärvet (Junosuando socken, Norrbotten, 751189-178973), sjö i Pajala kommun och Norrbotten 67°33′29″N 22°36′52″Ö / 67.55800°N 22.61440°Ö
- Lehtojärvet (Junosuando socken, Norrbotten, 751216-178979), sjö i Pajala kommun och Norrbotten 67°33′37″N 22°36′59″Ö / 67.56035°N 22.61649°Ö
- Lompolonperäjärvet, sjö i Pajala kommun och Norrbotten 67°37′33″N 22°37′28″Ö / 67.62571°N 22.62432°Ö
- Männistöjärvet, sjö i Pajala kommun och Norrbotten 67°18′48″N 23°42′34″Ö / 67.31323°N 23.70942°Ö
- Mätäjärvet, sjö i Pajala kommun och Norrbotten 67°39′40″N 22°34′10″Ö / 67.66108°N 22.56946°Ö
- Niilijärvet, sjö i Pajala kommun och Norrbotten 67°35′13″N 22°37′07″Ö / 67.58684°N 22.61873°Ö
- Niskajärvet (Junosuando socken, Norrbotten, 749328-178859), sjö i Pajala kommun och Norrbotten 67°23′41″N 22°32′33″Ö / 67.39477°N 22.54256°Ö
- Niskajärvet (Junosuando socken, Norrbotten, 749368-178847), sjö i Pajala kommun och Norrbotten 67°23′50″N 22°32′20″Ö / 67.39709°N 22.53877°Ö
- Nuolijärvet, sjö i Pajala kommun och Norrbotten 67°00′53″N 22°52′11″Ö / 67.01480°N 22.86968°Ö
- Ollakanjärvet (Junosuando socken, Norrbotten, 752981-178281), sjö i Pajala kommun och Norrbotten 67°43′22″N 22°29′53″Ö / 67.72270°N 22.49800°Ö
- Ollakanjärvet (Junosuando socken, Norrbotten, 752997-178316), sjö i Pajala kommun och Norrbotten 67°43′31″N 22°30′25″Ö / 67.72539°N 22.50708°Ö
- Ollakanjärvet (Junosuando socken, Norrbotten, 753001-178261), sjö i Pajala kommun och Norrbotten 67°43′35″N 22°29′39″Ö / 67.72628°N 22.49427°Ö
- Pikkujärvet, sjö i Pajala kommun och Norrbotten 67°01′42″N 23°28′56″Ö / 67.02824°N 23.48212°Ö
- Pohjalahenjärvet, sjö i Pajala kommun och Norrbotten 67°31′08″N 22°37′35″Ö / 67.51883°N 22.62642°Ö
- Pullinginjärvet, sjö i Övertorneå kommun och Norrbotten 66°38′22″N 23°45′26″Ö / 66.63931°N 23.75721°Ö
- Raakejärvet, sjö i Pajala kommun och Norrbotten 67°29′53″N 22°35′22″Ö / 67.49796°N 22.58935°Ö
- Rautalajärvet, sjö i Pajala kommun och Norrbotten 68°02′21″N 23°08′26″Ö / 68.03919°N 23.14045°Ö
- Rimpijärvet, sjö i Pajala kommun och Norrbotten 67°22′11″N 22°24′55″Ö / 67.36961°N 22.41521°Ö
- Rouanjärvet, sjö i Pajala kommun och Norrbotten 67°19′58″N 23°14′02″Ö / 67.33286°N 23.23385°Ö
- Rovanjärvet, sjö i Pajala kommun och Norrbotten 67°20′00″N 23°14′33″Ö / 67.33326°N 23.24262°Ö
- Ruohojärvet (Junosuando socken, Norrbotten, 751665-178734), sjö i Pajala kommun och Norrbotten 67°36′11″N 22°34′03″Ö / 67.60305°N 22.56742°Ö
- Ruohojärvet (Junosuando socken, Norrbotten, 751700-178757), sjö i Pajala kommun och Norrbotten 67°36′20″N 22°34′21″Ö / 67.60554°N 22.57239°Ö
- Ruokojärvet (Junosuando socken, Norrbotten, 752901-178092), sjö i Pajala kommun och Norrbotten 67°43′16″N 22°27′16″Ö / 67.72107°N 22.45432°Ö
- Ruokojärvet (Junosuando socken, Norrbotten, 752929-178083), sjö i Pajala kommun och Norrbotten 67°43′24″N 22°26′42″Ö / 67.72325°N 22.44497°Ö
- Ruuttijärvet (Pajala socken, Norrbotten), sjö i Pajala kommun och Norrbotten 67°05′41″N 23°32′01″Ö / 67.09459°N 23.53360°Ö
- Ruuttijärvet (Tärendö socken, Norrbotten, 747679-179615), sjö i Pajala kommun och Norrbotten 67°14′21″N 22°40′23″Ö / 67.23919°N 22.67305°Ö
- Ruuttijärvet (Tärendö socken, Norrbotten, 747712-179564), sjö i Pajala kommun och Norrbotten 67°14′33″N 22°39′44″Ö / 67.24263°N 22.66217°Ö
- Ruuttijärvet (Tärendö socken, Norrbotten, 748603-177242), sjö i Pajala kommun och Norrbotten 67°20′39″N 22°08′56″Ö / 67.34407°N 22.14884°Ö
- Ruuttijärvet (Tärendö socken, Norrbotten, 748606-177200), sjö i Pajala kommun och Norrbotten 67°20′41″N 22°08′21″Ö / 67.34472°N 22.13920°Ö
- Saikosjärvet (Korpilombolo socken, Norrbotten, 743808-179661), sjö i Pajala kommun och Norrbotten 66°53′42″N 22°35′11″Ö / 66.89499°N 22.58643°Ö
- Saikosjärvet (Korpilombolo socken, Norrbotten, 743849-179682), sjö i Pajala kommun och Norrbotten 66°53′45″N 22°35′34″Ö / 66.89588°N 22.59288°Ö
- Salmijärvet (Pajala socken, Norrbotten, 749291-181816), sjö i Pajala kommun och Norrbotten 67°21′28″N 23°13′01″Ö / 67.35772°N 23.21703°Ö
- Salmijärvet (Pajala socken, Norrbotten, 754196-179948), sjö i Pajala kommun och Norrbotten 67°48′57″N 22°55′20″Ö / 67.81582°N 22.92229°Ö
- Salmijärvet (Pajala socken, Norrbotten, 754197-179929), sjö i Pajala kommun och Norrbotten 67°48′58″N 22°55′04″Ö / 67.81610°N 22.91784°Ö
- Sammaljärvet (Tärendö socken, Norrbotten, 748388-178008), sjö i Pajala kommun och Norrbotten 67°19′07″N 22°19′26″Ö / 67.31850°N 22.32381°Ö
- Sammaljärvet (Tärendö socken, Norrbotten, 748422-178017), sjö i Pajala kommun och Norrbotten 67°19′15″N 22°19′25″Ö / 67.32076°N 22.32349°Ö
- Siikajärvet (Junosuando socken, Norrbotten, 750663-179350), sjö i Pajala kommun och Norrbotten 67°30′24″N 22°41′32″Ö / 67.50666°N 22.69233°Ö
- Siikajärvet (Junosuando socken, Norrbotten, 750718-179286), sjö i Pajala kommun och Norrbotten 67°30′37″N 22°40′37″Ö / 67.51038°N 22.67694°Ö
- Siikajärvet (Pajala socken, Norrbotten), sjö i Pajala kommun och Norrbotten 68°00′50″N 23°06′36″Ö / 68.01376°N 23.10997°Ö
- Silmijärvet, sjö i Pajala kommun och Norrbotten 67°17′51″N 22°48′28″Ö / 67.29752°N 22.80787°Ö
- Särkijärvet (Junosuando socken, Norrbotten), sjö i Pajala kommun och Norrbotten 67°30′28″N 22°35′01″Ö / 67.50785°N 22.58348°Ö
- Särkijärvet (Junosuando socken, Norrbotten, 750649-178890), sjö i Pajala kommun och Norrbotten 67°30′44″N 22°34′48″Ö / 67.51214°N 22.58000°Ö
- Särkijärvet (Pajala socken, Norrbotten, 749902-181391), sjö i Pajala kommun och Norrbotten 67°25′08″N 23°08′30″Ö / 67.41882°N 23.14156°Ö
- Särkijärvet (Pajala socken, Norrbotten, 749903-181421), sjö i Pajala kommun och Norrbotten 67°25′10″N 23°08′46″Ö / 67.41952°N 23.14600°Ö
- Uujärvet (Junosuando socken, Norrbotten, 752121-178768), sjö i Pajala kommun och Norrbotten 67°38′38″N 22°35′21″Ö / 67.64386°N 22.58912°Ö
- Uujärvet (Junosuando socken, Norrbotten, 752143-178734), sjö i Pajala kommun och Norrbotten 67°38′43″N 22°34′59″Ö / 67.64528°N 22.58314°Ö
- Uuvjärvet, sjö i Pajala kommun och Norrbotten 67°33′05″N 22°36′30″Ö / 67.55141°N 22.60826°Ö
- Vähäjärvet, sjö i Pajala kommun och Norrbotten 67°06′25″N 22°44′17″Ö / 67.10705°N 22.73815°Ö
- Ylijärvet (Junosuando socken, Norrbotten, 752186-178871), sjö i Pajala kommun och Norrbotten 67°38′55″N 22°37′08″Ö / 67.64873°N 22.61893°Ö
- Ylijärvet (Junosuando socken, Norrbotten, 752223-178869), sjö i Pajala kommun och Norrbotten 67°39′06″N 22°36′53″Ö / 67.65171°N 22.61459°Ö
- Ahvenjärvet (Gällivare socken, Lappland), sjö i Gällivare kommun och Lappland 67°25′58″N 20°48′42″Ö / 67.43284°N 20.81169°Ö
- Ahvenjärvet (Karesuando socken, Lappland), sjö i Kiruna kommun och Lappland 68°16′51″N 22°17′12″Ö / 68.28089°N 22.28663°Ö
- Akanvaaranjärvet (Gällivare socken, Lappland, 748456-173215), sjö i Gällivare kommun och Lappland 67°21′49″N 21°12′53″Ö / 67.36359°N 21.21473°Ö
- Akanvaaranjärvet (Gällivare socken, Lappland, 748475-173195), sjö i Gällivare kommun och Lappland 67°22′01″N 21°12′34″Ö / 67.36692°N 21.20941°Ö
- Alajärvet, sjö i Gällivare kommun och Lappland 67°20′05″N 20°32′55″Ö / 67.33483°N 20.54855°Ö
- Annajärvet, sjö i Gällivare kommun och Lappland 67°24′06″N 21°25′06″Ö / 67.40177°N 21.41845°Ö
- Anuntijärvet (Jukkasjärvi socken, Lappland, 749811-174148), sjö i Kiruna kommun och Lappland 67°28′43″N 21°27′30″Ö / 67.47855°N 21.45845°Ö
- Anuntijärvet (Jukkasjärvi socken, Lappland, 749863-174101), sjö i Kiruna kommun och Lappland 67°29′01″N 21°26′55″Ö / 67.48358°N 21.44861°Ö
- Hangasjärvet (Jukkasjärvi socken, Lappland, 753865-176671), sjö i Kiruna kommun och Lappland 67°49′04″N 22°08′49″Ö / 67.81783°N 22.14683°Ö
- Hangasjärvet (Jukkasjärvi socken, Lappland, 753866-176610), sjö i Kiruna kommun och Lappland 67°49′14″N 22°08′08″Ö / 67.82052°N 22.13564°Ö
- Hanhijärvet (Karesuando socken, Lappland, 758021-179924), sjö i Kiruna kommun och Lappland 68°09′30″N 23°00′57″Ö / 68.15823°N 23.01589°Ö
- Hanhijärvet (Karesuando socken, Lappland, 758051-179927), sjö i Kiruna kommun och Lappland 68°09′40″N 23°01′14″Ö / 68.16109°N 23.02066°Ö
- Harjujärvet (Gällivare socken, Lappland, 741086-174973), sjö i Gällivare kommun och Lappland 66°41′36″N 21°27′54″Ö / 66.69330°N 21.46512°Ö
- Harjujärvet (Gällivare socken, Lappland, 741087-174989), sjö i Gällivare kommun och Lappland 66°41′36″N 21°28′08″Ö / 66.69326°N 21.46875°Ö
- Harrijärvet (Karesuando socken, Lappland, 763302-171237), sjö i Kiruna kommun och Lappland 68°42′17″N 21°01′56″Ö / 68.70459°N 21.03215°Ö
- Harrijärvet (Karesuando socken, Lappland, 763350-171271), sjö i Kiruna kommun och Lappland 68°42′32″N 21°02′56″Ö / 68.70884°N 21.04898°Ö
- Heiluavuomanjärvet (Karesuando socken, Lappland, 757249-178781), sjö i Kiruna kommun och Lappland 68°06′03″N 22°43′46″Ö / 68.10084°N 22.72931°Ö
- Heiluavuomanjärvet (Karesuando socken, Lappland, 757336-178840), sjö i Kiruna kommun och Lappland 68°06′15″N 22°44′26″Ö / 68.10414°N 22.74069°Ö
- Heiluavuomanjärvet (Karesuando socken, Lappland, 757344-178847), sjö i Kiruna kommun och Lappland 68°06′19″N 22°44′56″Ö / 68.10533°N 22.74878°Ö
- Hoolinjärvet, sjö i Kiruna kommun och Lappland 67°47′25″N 22°21′41″Ö / 67.79024°N 22.36142°Ö
- Imetjärvet, sjö i Gällivare kommun och Lappland 67°11′43″N 20°52′47″Ö / 67.19532°N 20.87971°Ö
- Isokielisenjärvet, sjö i Kiruna kommun och Lappland 67°30′19″N 21°26′19″Ö / 67.50516°N 21.43849°Ö
- Joukasjärvet, sjö i Gällivare kommun och Lappland 66°57′58″N 21°19′02″Ö / 66.96601°N 21.31722°Ö
- Juurakkojärvet (Jukkasjärvi socken, Lappland, 749937-173399), sjö i Kiruna kommun och Lappland 67°29′46″N 21°16′55″Ö / 67.49616°N 21.28184°Ö
- Juurakkojärvet (Jukkasjärvi socken, Lappland, 749953-173353), sjö i Kiruna kommun och Lappland 67°29′50″N 21°16′22″Ö / 67.49728°N 21.27271°Ö
- Juurakkojärvet (Jukkasjärvi socken, Lappland, 749956-173316), sjö i Kiruna kommun och Lappland 67°29′57″N 21°15′58″Ö / 67.49930°N 21.26613°Ö
- Kaakkurijärvet (Jukkasjärvi socken, Lappland, 749923-174500), sjö i Kiruna kommun och Lappland 67°29′03″N 21°31′56″Ö / 67.48423°N 21.53233°Ö
- Kaakkurijärvet (Jukkasjärvi socken, Lappland, 749925-174533), sjö i Kiruna kommun och Lappland 67°29′08″N 21°33′02″Ö / 67.48556°N 21.55049°Ö
- Kahilajärvet, sjö i Kiruna kommun och Lappland 67°49′28″N 20°55′38″Ö / 67.82457°N 20.92732°Ö
- Kaivosjärvet (Karesuando socken, Lappland, 757559-180373), sjö i Kiruna kommun och Lappland 68°06′38″N 23°06′59″Ö / 68.11052°N 23.11639°Ö
- Kaivosjärvet (Karesuando socken, Lappland, 757598-180359), sjö i Kiruna kommun och Lappland 68°06′51″N 23°06′51″Ö / 68.11413°N 23.11416°Ö
- Kalajärvet (Gällivare socken, Lappland, 745109-174386), sjö i Gällivare kommun och Lappland 67°03′25″N 21°24′53″Ö / 67.05705°N 21.41472°Ö
- Kalajärvet (Gällivare socken, Lappland, 745118-174371), sjö i Gällivare kommun och Lappland 67°03′29″N 21°24′41″Ö / 67.05798°N 21.41148°Ö
- Karhakkajärvet, sjö i Kiruna kommun och Lappland 68°13′36″N 22°47′41″Ö / 68.22670°N 22.79471°Ö
- Kaskasjärvet (Jukkasjärvi socken, Lappland, 753602-176831), sjö i Kiruna kommun och Lappland 67°47′40″N 22°10′35″Ö / 67.79443°N 22.17641°Ö
- Kaskasjärvet (Jukkasjärvi socken, Lappland, 753637-176869), sjö i Kiruna kommun och Lappland 67°47′48″N 22°11′18″Ö / 67.79675°N 22.18847°Ö
- Kaurajärvet, sjö i Gällivare kommun och Lappland 67°13′56″N 20°57′05″Ö / 67.23224°N 20.95134°Ö
- Kierrijärvet (Karesuando socken, Lappland, 756363-178368), sjö i Kiruna kommun och Lappland 68°01′28″N 22°36′24″Ö / 68.02458°N 22.60653°Ö
- Kierrijärvet (Karesuando socken, Lappland, 756366-178399), sjö i Kiruna kommun och Lappland 68°01′28″N 22°36′50″Ö / 68.02454°N 22.61398°Ö
- Kierrijärvet (Karesuando socken, Lappland, 756396-178480), sjö i Kiruna kommun och Lappland 68°01′33″N 22°37′39″Ö / 68.02578°N 22.62758°Ö
- Kirvesjärvet, sjö i Gällivare kommun och Lappland 67°24′16″N 20°48′39″Ö / 67.40446°N 20.81086°Ö
- Kivijärvet (Gällivare socken, Lappland), sjö i Gällivare kommun och Lappland 66°58′17″N 21°36′37″Ö / 66.97138°N 21.61024°Ö
- Kivijärvet (Karesuando socken, Lappland), sjö i Kiruna kommun och Lappland 67°56′30″N 22°57′48″Ö / 67.94178°N 22.96344°Ö
- Kolarijärvet, sjö i Kiruna kommun och Lappland 67°43′44″N 20°58′33″Ö / 67.72898°N 20.97587°Ö
- Kolsujärvet (Gällivare socken, Lappland, 745148-173212), sjö i Gällivare kommun och Lappland 67°04′11″N 21°08′49″Ö / 67.06978°N 21.14689°Ö
- Kolsujärvet (Gällivare socken, Lappland, 745169-173173), sjö i Gällivare kommun och Lappland 67°04′25″N 21°08′23″Ö / 67.07362°N 21.13967°Ö
- Kuotkojärvet (Jukkasjärvi socken, Lappland, 750007-174250), sjö i Kiruna kommun och Lappland 67°29′42″N 21°28′50″Ö / 67.49496°N 21.48068°Ö
- Kuotkojärvet (Jukkasjärvi socken, Lappland, 750016-174288), sjö i Kiruna kommun och Lappland 67°29′40″N 21°29′28″Ö / 67.49450°N 21.49113°Ö
- Kursujärvet (Gällivare socken, Lappland), sjö i Gällivare kommun och Lappland 67°22′59″N 21°05′37″Ö / 67.38318°N 21.09371°Ö
- Kursujärvet (Karesuando socken, Lappland, 756400-177736), sjö i Kiruna kommun och Lappland 68°01′56″N 22°27′26″Ö / 68.03223°N 22.45719°Ö
- Kursujärvet (Karesuando socken, Lappland, 756424-177754), sjö i Kiruna kommun och Lappland 68°02′21″N 22°27′59″Ö / 68.03924°N 22.46643°Ö
- Kuusikumpujärvet (Gällivare socken, Lappland, 749365-173468), sjö i Gällivare kommun och Lappland 67°26′42″N 21°17′16″Ö / 67.44504°N 21.28786°Ö
- Kuusikumpujärvet (Gällivare socken, Lappland, 749398-173452), sjö i Gällivare kommun och Lappland 67°26′50″N 21°17′16″Ö / 67.44729°N 21.28791°Ö
- Kuusimaanjärvet (Jukkasjärvi socken, Lappland, 753721-178153), sjö i Kiruna kommun och Lappland 67°47′29″N 22°29′14″Ö / 67.79144°N 22.48724°Ö
- Kuusimaanjärvet (Jukkasjärvi socken, Lappland, 753738-178128), sjö i Kiruna kommun och Lappland 67°47′42″N 22°28′59″Ö / 67.79503°N 22.48304°Ö
- Kuusimaanjärvet (Jukkasjärvi socken, Lappland, 753772-178081), sjö i Kiruna kommun och Lappland 67°47′57″N 22°28′14″Ö / 67.79924°N 22.47043°Ö
- Kätkijärvet (Karesuando socken, Lappland), sjö i Kiruna kommun och Lappland 68°46′51″N 20°47′35″Ö / 68.78078°N 20.79318°Ö
- Lauttasalmenjärvet (Jukkasjärvi socken, Lappland, 753335-174248), sjö i Kiruna kommun och Lappland 67°47′24″N 21°34′07″Ö / 67.78997°N 21.56850°Ö
- Lauttasalmenjärvet (Jukkasjärvi socken, Lappland, 753360-174264), sjö i Kiruna kommun och Lappland 67°47′37″N 21°33′57″Ö / 67.79366°N 21.56584°Ö
- Levä-Ahvenjärvet, sjö i Kiruna kommun och Lappland 68°24′15″N 22°21′33″Ö / 68.40407°N 22.35910°Ö
- Maattijärvet (Karesuando socken, Lappland, 758698-178519), sjö i Kiruna kommun och Lappland 68°13′40″N 22°41′52″Ö / 68.22770°N 22.69791°Ö
- Maattijärvet (Karesuando socken, Lappland, 758712-178553), sjö i Kiruna kommun och Lappland 68°13′55″N 22°42′48″Ö / 68.23184°N 22.71324°Ö
- Markitanjärvet, sjö i Gällivare kommun och Lappland 67°10′05″N 21°30′01″Ö / 67.16819°N 21.50037°Ö
- Mettäjärvet, sjö i Gällivare kommun och Lappland 67°06′12″N 21°32′47″Ö / 67.10320°N 21.54626°Ö
- Mikkelinjärvet (Jukkasjärvi socken, Lappland, 756050-174657), sjö i Kiruna kommun och Lappland 68°01′47″N 21°42′47″Ö / 68.02969°N 21.71295°Ö
- Mikkelinjärvet (Jukkasjärvi socken, Lappland, 756108-174692), sjö i Kiruna kommun och Lappland 68°02′09″N 21°43′32″Ö / 68.03572°N 21.72556°Ö
- Munajärvet (Jukkasjärvi socken, Lappland, 753195-176758), sjö i Kiruna kommun och Lappland 67°45′33″N 22°09′12″Ö / 67.75914°N 22.15323°Ö
- Munajärvet (Jukkasjärvi socken, Lappland, 753236-176737), sjö i Kiruna kommun och Lappland 67°45′38″N 22°08′22″Ö / 67.76067°N 22.13939°Ö
- Mustasiipijärvet, sjö i Kiruna kommun och Lappland 67°45′06″N 22°01′41″Ö / 67.75172°N 22.02814°Ö
- Mäkärajärvet, sjö i Kiruna kommun och Lappland 67°48′59″N 20°54′14″Ö / 67.81649°N 20.90390°Ö
- Niittyjärvet (Karesuando socken, Lappland, 756596-179554), sjö i Kiruna kommun och Lappland 68°02′05″N 22°53′28″Ö / 68.03480°N 22.89122°Ö
- Niittyjärvet (Karesuando socken, Lappland, 756646-179497), sjö i Kiruna kommun och Lappland 68°02′19″N 22°52′39″Ö / 68.03855°N 22.87745°Ö
- Nikkajärvet, sjö i Gällivare kommun och Lappland 67°22′28″N 20°57′48″Ö / 67.37447°N 20.96334°Ö
- Nälkäjärvet (Jukkasjärvi socken, Lappland), sjö i Kiruna kommun och Lappland 67°44′48″N 21°18′41″Ö / 67.74658°N 21.31145°Ö
- Nälkäjärvet (Jukkasjärvi socken, Lappland, 752661-173343), sjö i Kiruna kommun och Lappland 67°44′22″N 21°19′49″Ö / 67.73937°N 21.33039°Ö
- Nälkäjärvet (Jukkasjärvi socken, Lappland, 752693-173290), sjö i Kiruna kommun och Lappland 67°44′29″N 21°19′31″Ö / 67.74126°N 21.32514°Ö
- Nälkäjärvet (Jukkasjärvi socken, Lappland, 752746-173211), sjö i Kiruna kommun och Lappland 67°44′53″N 21°18′04″Ö / 67.74801°N 21.30110°Ö
- Nälkäjärvet (Jukkasjärvi socken, Lappland, 752751-173420), sjö i Kiruna kommun och Lappland 67°44′46″N 21°21′19″Ö / 67.74608°N 21.35523°Ö
- Nälkäjärvet (Jukkasjärvi socken, Lappland, 752778-173320), sjö i Kiruna kommun och Lappland 67°44′59″N 21°19′52″Ö / 67.74978°N 21.33119°Ö
- Näverijärvet, sjö i Kiruna kommun och Lappland 67°43′29″N 21°56′40″Ö / 67.72474°N 21.94433°Ö
- Olosjärvet, sjö i Kiruna kommun och Lappland 67°51′41″N 22°31′20″Ö / 67.86127°N 22.52214°Ö
- Onkijärvet (Jukkasjärvi socken, Lappland, 750347-174609), sjö i Kiruna kommun och Lappland 67°31′21″N 21°34′38″Ö / 67.52257°N 21.57735°Ö
- Onkijärvet (Jukkasjärvi socken, Lappland, 750375-174578), sjö i Kiruna kommun och Lappland 67°31′31″N 21°34′15″Ö / 67.52533°N 21.57074°Ö
- Palojärvet, sjö i Kiruna kommun och Lappland 67°49′26″N 22°10′38″Ö / 67.82385°N 22.17731°Ö
- Pekanjärvet, sjö i Gällivare kommun och Lappland 66°57′42″N 21°35′50″Ö / 66.96160°N 21.59711°Ö
- Pierujärvet (Gällivare socken, Lappland, 745031-176859), sjö i Gällivare kommun och Lappland 67°01′45″N 21°58′41″Ö / 67.02914°N 21.97798°Ö
- Pierujärvet (Gällivare socken, Lappland, 745060-176865), sjö i Gällivare kommun och Lappland 67°01′54″N 21°58′48″Ö / 67.03167°N 21.98001°Ö
- Porattomanvuomanjärvet, sjö i Kiruna kommun och Lappland 68°10′29″N 22°44′57″Ö / 68.17481°N 22.74929°Ö
- Porosalmijärvet (Gällivare socken, Lappland, 748823-174266), sjö i Gällivare kommun och Lappland 67°23′22″N 21°27′54″Ö / 67.38944°N 21.46487°Ö
- Porosalmijärvet (Gällivare socken, Lappland, 748836-174251), sjö i Gällivare kommun och Lappland 67°23′27″N 21°27′42″Ö / 67.39072°N 21.46167°Ö
- Porovaaranjärvet (Gällivare socken, Lappland, 749243-175386), sjö i Gällivare kommun och Lappland 67°25′03″N 21°44′02″Ö / 67.41754°N 21.73376°Ö
- Porovaaranjärvet (Gällivare socken, Lappland, 749265-175460), sjö i Gällivare kommun och Lappland 67°25′08″N 21°45′05″Ö / 67.41887°N 21.75141°Ö
- Pounujärvet, sjö i Kiruna kommun och Lappland 67°43′39″N 20°52′37″Ö / 67.72742°N 20.87693°Ö
- Pousujärvet, sjö i Kiruna kommun och Lappland 68°20′17″N 22°10′04″Ö / 68.33818°N 22.16770°Ö
- Raenjärvet, sjö i Gällivare kommun och Lappland 66°55′01″N 21°30′09″Ö / 66.91708°N 21.50238°Ö
- Rakkurirovanjärvet (Jukkasjärvi socken, Lappland, 753554-176943), sjö i Kiruna kommun och Lappland 67°47′11″N 22°12′06″Ö / 67.78642°N 22.20159°Ö
- Rakkurirovanjärvet (Jukkasjärvi socken, Lappland, 753569-177000), sjö i Kiruna kommun och Lappland 67°47′14″N 22°12′45″Ö / 67.78725°N 22.21253°Ö
- Rautujärvet (Gällivare socken, Lappland), sjö i Gällivare kommun och Lappland 67°14′38″N 20°53′19″Ö / 67.24395°N 20.88860°Ö
- Rautujärvet (Karesuando socken, Lappland, 756807-179247), sjö i Kiruna kommun och Lappland 68°03′19″N 22°49′39″Ö / 68.05530°N 22.82741°Ö
- Rautujärvet (Karesuando socken, Lappland, 756828-179244), sjö i Kiruna kommun och Lappland 68°03′20″N 22°49′29″Ö / 68.05569°N 22.82464°Ö
- Rautujärvet (Karesuando socken, Lappland, 759485-177312), sjö i Kiruna kommun och Lappland 68°18′39″N 22°26′07″Ö / 68.31096°N 22.43524°Ö
- Riikajärvet (Gällivare socken, Lappland, 746626-173020), sjö i Gällivare kommun och Lappland 67°12′06″N 21°07′41″Ö / 67.20173°N 21.12797°Ö
- Riikajärvet (Gällivare socken, Lappland, 748927-174001), sjö i Gällivare kommun och Lappland 67°24′07″N 21°24′07″Ö / 67.40199°N 21.40189°Ö
- Riikajärvet (Gällivare socken, Lappland, 748951-173952), sjö i Gällivare kommun och Lappland 67°24′12″N 21°23′41″Ö / 67.40340°N 21.39474°Ö
- Ripukkajärvet (Jukkasjärvi socken, Lappland, 750309-173086), sjö i Kiruna kommun och Lappland 67°31′53″N 21°13′17″Ö / 67.53148°N 21.22136°Ö
- Ripukkajärvet (Jukkasjärvi socken, Lappland, 750320-173063), sjö i Kiruna kommun och Lappland 67°31′58″N 21°12′58″Ö / 67.53264°N 21.21622°Ö
- Risurovanjärvet, sjö i Gällivare kommun och Lappland 67°01′43″N 21°35′17″Ö / 67.02853°N 21.58799°Ö
- Ritkäjärvet, sjö i Kiruna kommun och Lappland 67°48′10″N 22°09′30″Ö / 67.80270°N 22.15843°Ö
- Rovanvälijärvet (Gällivare socken, Lappland), sjö i Gällivare kommun och Lappland 67°26′02″N 21°25′30″Ö / 67.43393°N 21.42487°Ö
- Rovanvälijärvet (Jukkasjärvi socken, Lappland), sjö i Gällivare kommun och Lappland 67°26′18″N 21°24′49″Ö / 67.43847°N 21.41353°Ö
- Rovasenjärvet, sjö i Gällivare kommun och Lappland 66°51′03″N 21°07′34″Ö / 66.85076°N 21.12621°Ö
- Ruokojärvet (Gällivare socken, Lappland, 745255-173132), sjö i Gällivare kommun och Lappland 67°04′53″N 21°07′46″Ö / 67.08143°N 21.12939°Ö
- Ruokojärvet (Gällivare socken, Lappland, 745259-173163), sjö i Gällivare kommun och Lappland 67°04′48″N 21°08′16″Ö / 67.08007°N 21.13786°Ö
- Räismäjärvet, sjö i Kiruna kommun och Lappland 67°44′49″N 22°25′01″Ö / 67.74692°N 22.41699°Ö
- Rääpäleenjärvet (Jukkasjärvi socken, Lappland, 750561-174802), sjö i Kiruna kommun och Lappland 67°32′24″N 21°37′37″Ö / 67.54005°N 21.62704°Ö
- Rääpäleenjärvet (Jukkasjärvi socken, Lappland, 750581-174763), sjö i Kiruna kommun och Lappland 67°32′37″N 21°36′51″Ö / 67.54357°N 21.61425°Ö
- Saarijärvet, sjö i Kiruna kommun och Lappland 68°17′43″N 22°25′22″Ö / 68.29534°N 22.42265°Ö
- Salmijärvet (Gällivare socken, Lappland, 744360-175320), sjö i Gällivare kommun och Lappland 66°58′57″N 21°36′44″Ö / 66.98256°N 21.61222°Ö
- Salmijärvet (Gällivare socken, Lappland, 749009-175774), sjö i Gällivare kommun och Lappland 67°23′36″N 21°49′07″Ö / 67.39334°N 21.81848°Ö
- Salmijärvet (Gällivare socken, Lappland, 749034-175724), sjö i Gällivare kommun och Lappland 67°23′42″N 21°48′42″Ö / 67.39494°N 21.81164°Ö
- Salmijärvet (Jukkasjärvi socken, Lappland, 751295-175582), sjö i Kiruna kommun och Lappland 67°35′53″N 21°49′56″Ö / 67.59797°N 21.83222°Ö
- Salmijärvet (Jukkasjärvi socken, Lappland, 751320-175603), sjö i Kiruna kommun och Lappland 67°36′02″N 21°49′41″Ö / 67.60046°N 21.82813°Ö
- Salmijärvet (Karesuando socken, Lappland), sjö i Kiruna kommun och Lappland 68°20′13″N 22°00′59″Ö / 68.33696°N 22.01650°Ö
- Sammaljärvet (Karesuando socken, Lappland, 756853-180302), sjö i Kiruna kommun och Lappland 68°03′00″N 23°04′32″Ö / 68.05000°N 23.07569°Ö
- Sammaljärvet (Karesuando socken, Lappland, 756891-180435), sjö i Kiruna kommun och Lappland 68°03′06″N 23°06′30″Ö / 68.05180°N 23.10832°Ö
- Sammaljärvet (Karesuando socken, Lappland, 756905-180324), sjö i Kiruna kommun och Lappland 68°03′13″N 23°05′37″Ö / 68.05372°N 23.09350°Ö
- Sammaljärvet (Karesuando socken, Lappland, 756952-180197), sjö i Kiruna kommun och Lappland 68°03′22″N 23°03′49″Ö / 68.05622°N 23.06367°Ö
- Savikkojärvet (Jukkasjärvi socken, Lappland, 753703-176616), sjö i Kiruna kommun och Lappland 67°48′15″N 22°07′29″Ö / 67.80428°N 22.12480°Ö
- Savikkojärvet (Jukkasjärvi socken, Lappland, 753774-176616), sjö i Kiruna kommun och Lappland 67°48′38″N 22°07′35″Ö / 67.81060°N 22.12652°Ö
- Sietkijärvet, sjö i Kiruna kommun och Lappland 67°47′22″N 22°18′16″Ö / 67.78956°N 22.30433°Ö
- Silmäjärvet, sjö i Kiruna kommun och Lappland 68°11′32″N 22°21′00″Ö / 68.19229°N 22.34991°Ö
- Sitsajärvet (Jukkasjärvi socken, Lappland, 753667-174313), sjö i Kiruna kommun och Lappland 67°49′16″N 21°34′51″Ö / 67.82121°N 21.58075°Ö
- Sitsajärvet (Jukkasjärvi socken, Lappland, 753683-174257), sjö i Kiruna kommun och Lappland 67°49′20″N 21°34′13″Ö / 67.82230°N 21.57030°Ö
- Sitsajärvet (Jukkasjärvi socken, Lappland, 753700-174158), sjö i Kiruna kommun och Lappland 67°49′30″N 21°33′13″Ö / 67.82487°N 21.55355°Ö
- Soutajärvet, sjö i Kiruna kommun och Lappland 68°15′17″N 22°43′06″Ö / 68.25469°N 22.71847°Ö
- Suolajärvet, sjö i Gällivare kommun och Lappland 67°11′48″N 20°30′20″Ö / 67.19661°N 20.50553°Ö
- Suolujärvet (Karesuando socken, Lappland), sjö i Kiruna kommun och Lappland 68°11′16″N 22°45′40″Ö / 68.18773°N 22.76122°Ö
- Suonijärvet, sjö i Kiruna kommun och Lappland 67°48′09″N 22°12′03″Ö / 67.80257°N 22.20078°Ö
- Tamppelijärvet (Jukkasjärvi socken, Lappland, 750917-171801), sjö i Kiruna kommun och Lappland 67°35′44″N 20°55′59″Ö / 67.59555°N 20.93317°Ö
- Tamppelijärvet (Jukkasjärvi socken, Lappland, 750927-171775), sjö i Kiruna kommun och Lappland 67°35′48″N 20°55′38″Ö / 67.59663°N 20.92727°Ö
- Tamppelijärvet (Jukkasjärvi socken, Lappland, 750944-171848), sjö i Kiruna kommun och Lappland 67°35′47″N 20°56′53″Ö / 67.59633°N 20.94818°Ö
- Tamppelijärvet (Jukkasjärvi socken, Lappland, 750950-171800), sjö i Kiruna kommun och Lappland 67°35′45″N 20°56′07″Ö / 67.59593°N 20.93537°Ö
- Tiejärvet, sjö i Gällivare kommun och Lappland 66°59′04″N 21°37′59″Ö / 66.98449°N 21.63315°Ö
- Ullattijärvet (Gällivare socken, Lappland, 744971-176381), sjö i Gällivare kommun och Lappland 67°01′41″N 21°52′03″Ö / 67.02800°N 21.86754°Ö
- Ullattijärvet (Gällivare socken, Lappland, 745002-176345), sjö i Gällivare kommun och Lappland 67°01′52″N 21°51′36″Ö / 67.03107°N 21.86001°Ö
- Vaikkovaaranjärvet, sjö i Kiruna kommun och Lappland 67°28′01″N 21°37′26″Ö / 67.46700°N 21.62388°Ö
- Vatavaarajärvet, sjö i Gällivare kommun och Lappland 67°18′13″N 20°53′04″Ö / 67.30361°N 20.88450°Ö
- Vatavaaranjärvet, sjö i Gällivare kommun och Lappland 67°18′18″N 20°52′00″Ö / 67.30498°N 20.86664°Ö
- Vathanjärvet (Jukkasjärvi socken, Lappland, 753141-172938), sjö i Kiruna kommun och Lappland 67°47′13″N 21°14′49″Ö / 67.78689°N 21.24702°Ö
- Vathanjärvet (Jukkasjärvi socken, Lappland, 753155-173008), sjö i Kiruna kommun och Lappland 67°47′19″N 21°15′28″Ö / 67.78850°N 21.25786°Ö
- Vihvelöjärvet (Gällivare socken, Lappland, 742054-170266), sjö i Gällivare kommun och Lappland 66°48′52″N 20°25′09″Ö / 66.81448°N 20.41917°Ö
- Vihvelöjärvet (Gällivare socken, Lappland, 742085-170264), sjö i Gällivare kommun och Lappland 66°49′02″N 20°25′09″Ö / 66.81726°N 20.41924°Ö
- Vuolusjärvet (Jukkasjärvi socken, Lappland, 754144-178068), sjö i Kiruna kommun och Lappland 67°49′49″N 22°28′29″Ö / 67.83033°N 22.47480°Ö
- Vuolusjärvet (Jukkasjärvi socken, Lappland, 754176-178131), sjö i Kiruna kommun och Lappland 67°49′49″N 22°29′23″Ö / 67.83034°N 22.48983°Ö
- Vuomajärvet, sjö i Gällivare kommun och Lappland 66°52′32″N 20°52′52″Ö / 66.87564°N 20.88116°Ö
- Yliniitynjärvet (Gällivare socken, Lappland, 746434-172662), sjö i Gällivare kommun och Lappland 67°11′20″N 21°02′45″Ö / 67.18879°N 21.04585°Ö
- Yliniitynjärvet (Gällivare socken, Lappland, 746449-172710), sjö i Gällivare kommun och Lappland 67°11′23″N 21°03′26″Ö / 67.18977°N 21.05719°Ö
- Yliputaanjärvet (Gällivare socken, Lappland), sjö i Gällivare kommun och Lappland 67°27′55″N 21°26′57″Ö / 67.46538°N 21.44921°Ö
- Yliputaanjärvet (Jukkasjärvi socken, Lappland, 749678-174035), sjö i Kiruna kommun och Lappland 67°28′03″N 21°25′46″Ö / 67.46761°N 21.42933°Ö
- Yliputaanjärvet (Jukkasjärvi socken, Lappland, 749689-174076), sjö i Kiruna kommun och Lappland 67°28′06″N 21°26′21″Ö / 67.46825°N 21.43910°Ö
- Ärsojärvet (Gällivare socken, Lappland, 749548-172693), sjö i Gällivare kommun och Lappland 67°27′56″N 21°07′05″Ö / 67.46566°N 21.11818°Ö
- Ärsojärvet (Gällivare socken, Lappland, 749559-172679), sjö i Gällivare kommun och Lappland 67°28′04″N 21°06′41″Ö / 67.46768°N 21.11136°Ö